# Mersey Gateway Bridge
Il Mersey Gateway Bridge è un ponte strallato a pedaggio che attraversa il fiume Mersey e il canale marittimo di Manchester ed unisce le località di Runcorn e Widnes, nel Cheshire. 

## Storia
Nel 1961 fu aperto il primo ponte stradale tra Runcorn e Widnes che sostituì il ponte trasportatore Widnes-Runcorn, un ponte trasportatore a vapore del XIX secolo. Con il progressivo aumento dei volumi traffico divenne necessario un secondo ponte che liberasse dal traffico l'area di Runcorn.
Nel 2001 Ramboll è stato nominato consulente tecnico capo del progetto. Ha lavorato come parte di un team di consulenti tecnici composto da CH2M, Ramboll, IBI e Knight Architects, per supportare il Mersey Gateway Crossings Board con l'amministrazione tecnica e contrattuale del progetto e per aiutarlo ad adempiere ai suoi obblighi contrattuali.
A giugno 2010 il progetto è stato sospeso in attesa dell'esito della Spending Review del Tesoro. Nell'ottobre 2010 è stato confermato dal cancelliere George Osborne che il piano da 431 milioni di sterline sarebbe andato avanti. Come parte del budget 2014, Osborne ha annunciato una garanzia di 270 milioni di sterline per il progetto.
I lavori di costruzione sono iniziati il 7 maggio 2014 e il ponte è stato aperto al traffico poco dopo la mezzanotte del 14 ottobre 2017. L'inaugurazione ufficiale è avvenuta il 14 giugno 2018 alla presenza della regina Elisabetta II.

## Descrizione
Il ponte presenta tre singole torri disposte che sostengono l'armamento ad arpa. Le tre torri hanno altezze diverse: un pilone centrale di 80 m (260 piedi), un pilone di 110 m (360 piedi) sul lato nord e un pilone di 125 m (410 piedi) sud.[5]
La campata totale strallata è di 998 metri, composta da due campate principali di 318 metri e 294 metri e due campate laterali di 205 metri e 181 metri. La lunghezza totale della struttura, compresi i viadotti di avvicinamento, è di 2,3 km. L'impalcato è realizzato in cemento armato con una distanza massima di 23 m sopra il fiume.